# A la recerca d'en Forrester
 A la recerca d'en Forrester (original: Finding Forrester) és una pel·lícula estatunidenca de Gus Van Sant estrenada el 2000 i doblada al català.

## Argument
Jamal és un jove prometedor que viu en el Bronx entre partits de bàsquet i obres literàries. La seva vida fa un tomb, quan de resultes d'una aposta, entra al pis de William Forrester, autor de la novel·la del segle Avalon Landing coronat amb el Premi Pulitzer. L'escriptor ha deixat d'escriure, després d'aquesta primera novel·la.
A partir d'allà, una verdadera relació d'amistat lligarà Jamal i William, que ajudarà el jove Jamal a afinar la seva escriptura, i aquest últim retornarà el gust de la vida a William, que s'havia tornat molt solitari amb el pas dels anys.

## Repartiment
- Sean Connery: William Forrester
- Rob Brown: Jamal Wallace
- F. Murray Abraham: Professor Robert Crawford
- Anna Paquin: Claire Spence
- Busta Rhymes: Terrell Wallace
- April Grace: Sra. Joyce
- Michael Pitt: John Coleridge
- Michael Nouri: Doctor Spence
- Richard Easton: Professor Matthews
- Matt Damon: L'advocat (al final de la pel·lícula)

## Al voltant de la pel·lícula
- El personatge de William Forrester, vell escriptor solitari, que s'ha retirat del món després d'haver publicat una única obra mestra, és inspirat en la figura de J. D. Salinger - autor del novel·la de culte El vigilant en el camp de sègol.
- La cita« You're the man now, dog! » de Sean Connery (traduïda per « Tu ets l'amo, ara! ») s'ha fet famosa a Internet, i ha donat lloc als YTMND (inicials de la citació), pàgines on se sent repetidament el mateix so i/o el fons és una sola imatge repetida, de vegades animada, amb una inscripció a grans lletres.

## Banda original
La banda original de la pel·lícula utilitza nombroses vegades la curta composició "Gassenhauer" extreta de l'Orff-Schulwerk de Carl Orff.